# Juan-Fernandezkolibrie

Verspreidingsgebied van de Juan-Fernandezkolibrie

De Juan-Fernandezkolibrie (Sephanoides fernandensis) is een vogel uit de familie Trochilidae (kolibries). De vogel werd in 1831 beschreven door de Britse marine-officier en natuuronderzoeker  Phillip Parker King. Het is een ernstig bedreigde, endemische vogelsoort van de Chileense Juan Fernández-archipel die 320 km ten westen van het vasteland ligt.

## Kenmerken
De vogel is 13 cm lang. Er is een opvallend verschil tussen het mannetje en het vrouwtje. Het mannetje is overwegend roodbruin tot oranje met donkere vleugelveren. Het vrouwtje is overwegend groen van boven met blauw op de kruin en groenblauw op de rest van de kop en bijna wit van onder.

## Verspreiding en leefgebied
Deze soort is endemisch op de Juan Fernández-archipel en telt twee ondersoorten:
- S. f. fernandensis: Robinson Crusoe-eiland.
- S. f. leyboldi: Alejandro Selkirk-eiland. (uitgestorven)

Het leefgebied van de eerste ondersoort is een 11 km² groot gebied waar nog het oorspronkelijke bos staat. Gedurende de broedtijd is deze vogelsoort volledig afhankelijk van inheemse planten en bomen, buiten de broedtijd foerageert de kolibrie ook wel op aangeplante bloemplanten in tuinen.

## Status
De Juan-Fernandezkolibrie heeft een zeer klein verspreidingsgebied en daardoor is de kans op uitsterven groot. De grootte van de populatie werd in 2012 door BirdLife International geschat op 2500 tot 3000 individuen en de populatie-aantallen nemen af. Het leefgebied wordt sterk aangetast door de mens als landbouwer en door ingevoerde invasieve soorten als konijnen, ratten en katten. De konijnen tasten de oorspronkelijke vegetatie aan en ratten en katten treden op als predatoren. Om deze redenen staat deze soort als kritiek op de Rode Lijst van de IUCN.